# 阿格梅
阿格梅（法語：Agmé，法語發音：[aɡme]）是法国洛特-加龙省的一个市镇，属于马尔芒德区。

## 地理
阿格梅（44°29'25"N, 0°20'46"E）面积5.01 平方千米，位于法国新阿基坦大区洛特-加龍省，该省份为法国西南部内陆省份，北起多爾多涅省，西接吉倫特省和朗德省，南至热尔省，东临塔恩-加龙省和洛特省。
与阿格梅接壤的市镇（或旧市镇、城区）包括：圣巴泰勒米达日奈、贡托德诺加雷、欧特维涅、拉布勒托尼、皮米克朗。

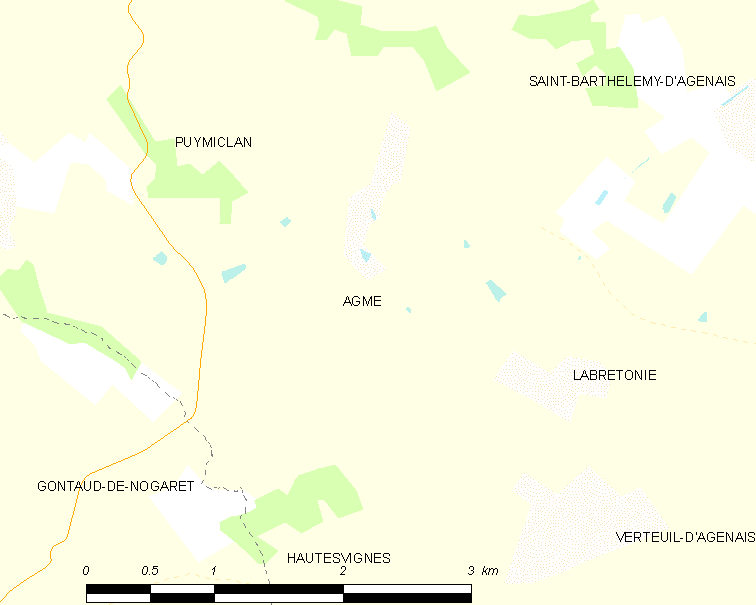
阿格梅的OSM定位图

阿格梅的时区为UTC+01:00、UTC+02:00（夏令时）。

## 行政
阿格梅的邮政编码为47350，INSEE市镇编码为47002。

## 政治
阿格梅所属的省级选区为吉耶讷山丘县。

## 人口

1962-2008年间阿格梅人口变化图示

阿格梅于2022年1月1日时的人口数量为106人。